# NGC 1627
NGC 1627 è una galassia a spirale situata nella costellazione dell'Eridano, a una distanza di circa 183 milioni di anni luce dalla nostra Via Lattea.

## Scoperta
La galassia è stata scoperta il 22 dicembre 1886 dall'astronomo statunitense Lewis Swift.

## Descrizione
NGC 1627 ha una classe di luminosità III e presenta una larga riga a 21 cm dell'idrogeno neutro.